# Achtenbüttel

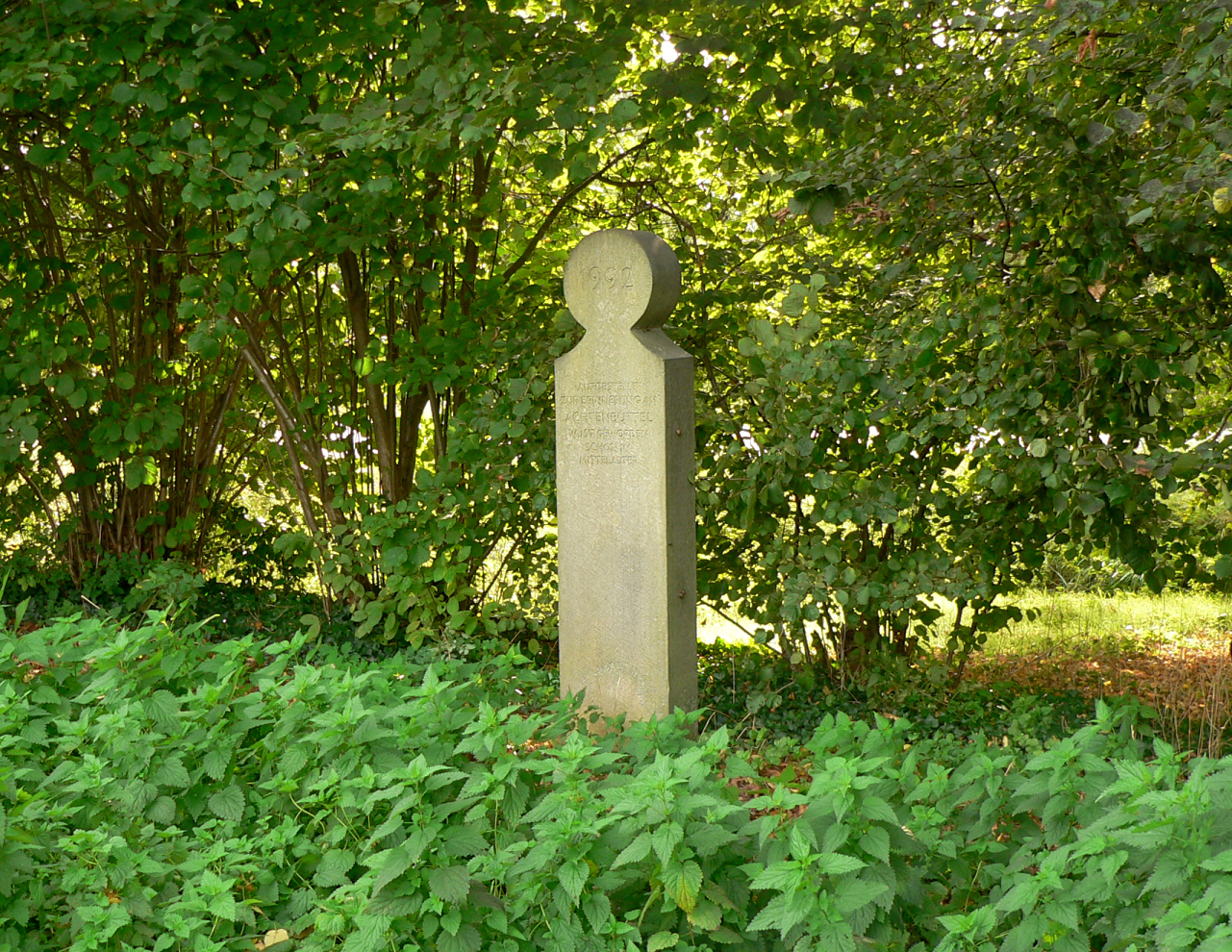
Gedenkstein von 1992 in Vorsfelde

Achtenbüttel ist eine wüst gefallene mittelalterliche Siedlung im Wolfsburger Ortsteil Vorsfelde in Niedersachsen. Sie bestand im Mittelalter und war der einzige -büttel-Ort im Landkreis Helmstedt, zu dem Vorsfelde bis 1972 gehörte.
Die Siedlung lag auf dem Südhang des Vorsfelder Werders am Rande der Allerniederung. Zu ihr besteht keine urkundliche Überlieferung, so dass der Zeitpunkt ihrer Entstehung und ihres Wüstfallens unbekannt sind. Wahrscheinlich entstand sie um das Jahr 1000 und wurde bei der Gründung der unmittelbar angrenzenden Stadt Vorsfelde aufgegeben, die 1145 erstmals urkundlich erwähnt wird.
Die Lokalisierung von Achtenbüttel beruht auf Funden von Keramikscherben mit mittelalterlicher Zeitstellung und den Flurnamen Vor dem Achtenbüttel sowie Achtenbütteler Wiesen. Heute verläuft in dem Bereich zwischen der Umgehungsstraße und der Wolfsburger Straße der „Achtenbüttelweg“. Am Weg erinnert ein 1992 aufgestellter Stein mit Inschrift an die Wüstung.